# Diego de Torres Villarroel
Pour les articles homonymes, voir Torres et Villarroel.
Diego de Torres Villarroel, né à Salamanque le 16 juin 1694 et mort dans la même ville le 19 juin 1770, est un écrivain, poète, dramaturge, médecin, prêtre et professeur à l'Université de Salamanque espagnol.

## Œuvre

### Romans, essais et autobiographies
- Sueños morales : visiones y visitas de Torres con Don Francisco de Quevedo por Madrid (1727-1751)
- Los desahuciados del mundo y de la gloria (1737)
- Vida ou Vida, ascendencia, nacimiento, crianza y aventuras del doctor don Diego de Torres y Villarroel (1743)
- Obras de Torres (1752)
- El Ermitaño y Torres (1752)
- Conversaciones Physico-Médicas y Chímicas de la Piedra Filosofal (1752)
- Correo del otro mundo al gran Piscátor de Salamanca : cartas respondidas a los muertos por el mismo Piscátor
- Noticia de las virtudes medicinales de la Fuente del Caño de la villa de Babilafuente
- Usos y provechos de las aguas de Tamames y baños de Ledesma
- El duende
- Viaje fantástico del Gran Piscátor de Salamanca
- Visiones y visitas de Torres con don Francisco de Quevedo por la Corte
- Vida natural y catholica : Medicina segura para mantener menos enferma la organizacion del cuerpo, y assegurar al alma la eterna salud

### Poésie
- El presente siglo

### Théâtre
- Sainetes
- A una dama
- A la memoria de D. Juan Domingo de Haro y Guzmán
- Ciencia de los cortesanos de este siglo
- Confusión y vicios de la Corte
- ¿Cuándo vendrá la muerte?
- Cuenta los pasos de la vida
- Engulle el poderoso rica sopa
- Escribe a Lesbia ausente
- Pago que da el mundo a los poetas
- Respuesta a Filis
- Vida bribona

### Autres (non-classées)
- La Barca de Aqueronte (1731)
- Recitarios astrológicos y alquímico
- Teatro breve
- Sacudimiento de mentecatos
- Último sacudimiento de botarates y tontos
- Historia de historias
- Soplo a la justicia
- Residencia infernal de Pluton
- Imitacion del cuento de cuentos de Quevedo
- Los sopones de Salamanca y otros relatos
- La fortuna varia y loca